# 6983 Komatsusakyo
6983 Komatsusakyo eller 1993 YC är en asteroid i huvudbältet som upptäcktes den 17 december 1993 av den japanska astronomen Takao Kobayashi vid Ōizumi-observatoriet. Den är uppkallad efter den japanske författaren Sakyo Komatsu.
Asteroiden har en diameter på ungefär 27 kilometer.